# George Vella
George William Vella (nascido em 24 de abril de 1942) é um político maltês, presidente de Malta entre 2019 e 2024. Ele foi Ministro de Relações Exteriores de Malta de 1996 a 1998, sob o Primeiro Ministro Alfred Sant, e sob o Primeiro Ministro Joseph Muscat de 2013 a 2017. Ele foi eleito como o único candidato indireto em 2019 eleição presidencial e foi empossado como o 10º Presidente de Malta em 4 de abril de 2019.

## Início da vida e família
Vella nasceu em Żejtun em 1942. Ele é casado com Miriam (née Grima). Ele tem duas filhas e um filho, juntamente com sete netos.
Vella graduou-se como doutor médico em 1964 e é especializado em medicina familiar.

## Carreira

### Partido Trabalhista
Vella ingressou no Partido Trabalhista (PL) e iniciou sua carreira parlamentar em 1976. Ele foi então eleito membro do parlamento em janeiro de 1978 e durante as eleições gerais de 1981, 1992, 1996, 1998, 2003, 2008 e 2013 . Como membro do Parlamento, ele representa o 3º e 5º distritos.

### Servindo no exterior
Em 1978, Vella foi membro suplente da Assembleia Parlamentar do Conselho da Europa e relator sobre a poluição marítima por fontes marítimas na Conferência dos Poderes Locais e Regionais da Europa (CLREA). De janeiro a maio de 1987, ele serviu como representante permanente de Malta no Conselho da Europa.

### Vice-líder
Em 1992, Vella foi eleito vice-líder do Partido Trabalhista para assuntos parlamentares e porta-voz em relações exteriores. Foi vice-presidente do Comité Parlamentar Misto UE / Malta.

## Relações Exteriores

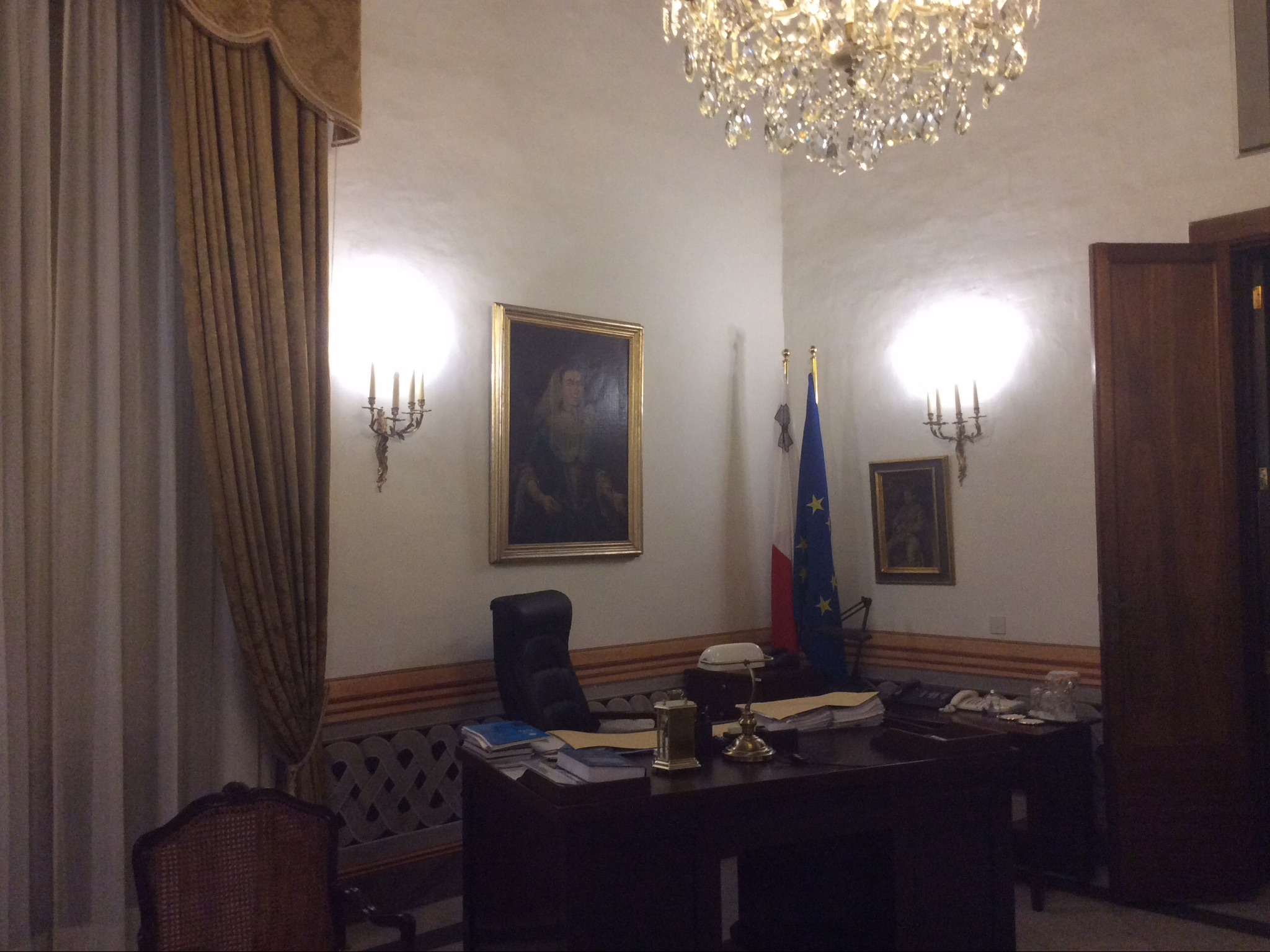
O escritório de Vella enquanto servia como vice-primeiro-ministro e ministro dos Negócios Estrangeiros

Entre 1995 a 1996, Vella foi membro do Comitê de Negócios da Câmara e da Comissão Parlamentar de Relações Exteriores.

### Vice-Primeiro Ministro e Ministro dos Negócios Estrangeiros
Ele foi nomeado Vice-Primeiro Ministro e Ministro dos Negócios Estrangeiros e do Meio Ambiente em outubro de 1996  e novamente em março de 2013, servindo até junho de 2017.
Vella manifestou seu apoio à Campanha para o Estabelecimento de uma Assembleia Parlamentar das Nações Unidas, uma organização que promove a reforma democrática das Nações Unidas e a criação de um sistema político internacional mais responsável.

## Honras

### Honras nacionais
- Companheiro da Ordem Nacional do Mérito (KOM)
- Grão-Mestre e Companheiro de Honra da Ordem Nacional do Mérito, Malta, por direito como Presidente de Malta
- Grão-Mestre da Xirka ħieħ ir-Repubblika

### Honras estrangeiras
- Cavaleiro Honorário da Ordem de São Miguel e São Jorge (KCMG) (Reino Unido)
- Grande Cruz pro merito melitensi da Ordem pro Merito Melitensi (SNOM)
- Cavaleiro da Grande Cruz da Ordem de Santa Agatha (San Marino)
- Ordem do Grande Comandante de Honra (República Helénica)